# Hugoton
Hugoton – miasto w Stanach Zjednoczonych, w stanie Kansas, siedziba administracyjna hrabstwa Stevens.